# Людвиг, Эмиль
Эмиль Людвиг (нем. Emil Ludwig; 25 января 1881, Бреслау — 17 сентября 1948, Аскона) — немецкий писатель, известный биограф.

## Религия
В 1902 году принял христианство, однако в 1922 году после убийства Вальтера Ратенау, демонстративно вернулся к иудаизму и покинул Германию.

## Биография
Родился в 1881 году в еврейской семье известного офтальмолога Германа Кона (1838–1906), который впоследствии сменил фамилю на «Людвиг». Изучал юриспруденцию, много путешествовал. Писал пьесы и рассказы, также работал журналистом.
В 1920-х гг. его стали переводить на иностранные языки, и он приобрел всемирную славу. Написал множество биографий популярных деятелей и личностей, в которых умело связывал исторические факты с психологическим анализом личности.
Написал биографии Гёте (1920), Бисмарка (1921—1926), Иисуса Христа (1928)
Большую известность получила его книга «Наполеон» (1925).

«С 11 лет я люблю Наполеона, в нем (и его сыне) все мое детство и отрочество и юность — и так шло и жило во мне не ослабевая, и с этим — умру. Не могу равнодушно видеть его имени… Знаете ли Вы гениальную книгу Эмиля Людвига? Единственную его гениальную, даже не понимаю, как он её написал — принимая во внимание все блистательные, но не гениальные — лучшую книгу о Наполеоне, а я читала все».
Марина Цветаева (из письма Анне Тесковой, Кламор, 2-го февраля 1934 г.)

Как журналист, брал интервью у Бенито Муссолини, Сталина (13 декабря 1931). Это было первое большое интервью, которое Сталин дал иностранцу — один из самых интересных документов сталинского времени.
В 1932 году стал гражданином Швейцарии, затем в 1940 году эмигрировал в США.
В конце Второй мировой войны работал в Германии в качестве журналиста, и именно благодаря ему удалось отыскать гробы с останками Шиллера и Гёте, исчезнувшие из Веймара в 1943/44 годах.
После войны вернулся в Швейцарию, где скончался в 1948.

### Книги, переведенные на русский язык
- Людвиг Э. Iюль 1914 г. - Рига.: Книга для всех. 1929. - 240 с.
- Людвиг Э. Последний Гогенцоллерн. —  Л., изд. Красной газеты, 1929
- Людвиг Э. Сын человеческий. — Рига: Книга для всех,1929
- Людвиг Э. Гёте. — М.: Молодая гвардия, 1965. — 608 с. — (ЖЗЛ).
- Людвиг Э. Последний Гогенцоллерн (Вильгельм II). — М.: Московский рабочий, 1991. — 238 с. — ISBN 5-239-01328-4.
- Людвиг Э. Наполеон. — М.: Захаров, 1998. — 592 с. — ISBN 5-7027-0565-3.
- Людвиг Э. Бисмарк. — М.: Захаров, 1999. — 480 с. — ISBN 5-8159-0018-4.
- Людвиг Э. Судьба короля Эдуарда. — М.: Б.С.Г.-Пресс, 2007. — 351 с. — (Круг жизни). — 3000 экз. — ISBN 5-93381-198-X, 978-5-93381-198-5.